# 司徒永覺
司徒永覺爵士 ，CMG，KBE， MC，CStJ，FRCP（Sir Percy Selwyn Selwyn-Clarke，1893年12月17日—1976年3月13日）英國官員、醫生。

## 生平
生於倫敦北芬奇利（North Finchley）。1938年至1947年間任香港政府醫務總監。他在香港淪陷期間，曾與日本人合作，以保護被日軍囚禁在集中營的香港居民和英軍戰俘。司徒永覺曾經協助集中營囚犯逃獄，日軍懷疑司徒永覺是英國間諜，把他囚禁在赤柱拘留營。
香港重光後，回任醫務總監。1947年獲英國政府擢升為塞舌爾總督兼海陸空軍總司令。1951年退休回到英國。1975年在香港出版了回憶錄（Footprints : The Memoirs of Sir Selwyn Selwyn-Clarke）。1976年3月13日於倫敦逝世，享年八十二歲。

## 家庭
司徒永覺夫人——希尔达·塞尔温-克拉克（Hilda Selwyn-Clarke）曾任中国红十字会国外后援会秘书、保衛中國同盟中央委员会委员和名誉秘书。

## 命名
- 塞舌爾的Sir Selwyn Selwyn Clarke Market[7]
- 司徒永覺紀念樓，廣華醫院的醫護士宿舍[8][9]